# Aspholmen, Helsingfors
Aspholmen, finska: Haapasaari, är en ö i Finland. Den ligger i Finska viken och i kommunen Helsingfors i landskapet Nyland, i den södra delen av landet. Ön ligger omkring 11 kilometer öster om Helsingfors.
Öns area är 0,8 hektar och dess största längd är 150 meter i sydöst-nordvästlig riktning.